# Docimos
Docimos ou Docimus (en grec ancien Δόκιμoς / Dokimos) est un officier macédonien sous le règne d'Alexandre le Grand. Pendant la première guerre des Diadoques il prend le parti de Perdiccas puis celui d'Antigone le Borgne.

## Biographie
Docimos n'est pas attesté par les historiens antiques parmi les officiers d'Alexandre ; mais il est probable qu'il a servi durant la campagne d'Asie. Dans les conflits pour la succession d'Alexandre le Grand, il sert d'abord la cause de Perdiccas. Il est chargé de prendre Babylone et de déposer le satrape Archon, soupçonné d'avoir favorisé le transport du corps d'Alexandre vers Memphis. Il entre dans Babylone après un combat durant lequel Archon est tué. Après l'échec de l'expédition de Perdiccas en Égypte, il rejoint Alcétas et Eumène de Cardia, mais hésite à servir ce dernier. Il accompagne Alcétas dans sa campagne en Carie contre Asandros. Il est capturé par Antigone le Borgne pendant la bataille de Crétopolis avec Attale et Polémon. Emprisonné dans une forteresse, probablement en Phrygie, il tente une négociation avec Stratonice, la femme d'Antigone, mais il trahit finalement ses compagnons. 
Antigone le prend à son service et en 313 il capture Milet avec Médios de Larissa. En tant que général de la région de Synnada en Phrygie, il fonde, avec l'approbation d'Antigone, la cité de Dokimeion. Peu de temps avant la bataille d'Ipsos (301), Docimos se rallie à Lysimaque et lui offre Synnada ainsi que d'autres bastions. Il semble également avoir remis à Lysimaque Pergame alors sous tutelle de Philétairos, le précurseur de la dynastie Attalide. Son nom n'est plus mentionné après la chute d'Antigone.

## Sources antiques
- Arrien, Anabase [lire en ligne].
- Diodore de Sicile, Bibliothèque historique [détail des éditions] [lire en ligne], XVII.
- Quinte-Curce, L'Histoire d'Alexandre le Grand [lire en ligne].